# Луїс Сміт
Луїс Сміт  (англ. Louis Smith, 22 квітня 1989) — британський гімнаст, олімпійський медаліст.

## Виступи на Олімпіадах
| Олімпіада   | Дисципліна        | Місце             |
| ----------- | ----------------- | ----------------- |
| Пекін 2008  | абсолютний залік  | 41 (кваліфікація) |
| Пекін 2008  | вільні вправи     | 70 (кваліфікація) |
| Пекін 2008  | паралельні бруси  | 73 (кваліфікація) |
| Пекін 2008  | перекладина       | 56 (кваліфікація) |
| Пекін 2008  | кільця            | 69 (кваліфікація) |
| Пекін 2008  | кінь              | 3                 |
| Лондон 2012 | командна першість | 3                 |
| Лондон 2012 | вправи на коні    | 2                 |
| Ріо 2016    | командна першість | 4                 |
| Ріо 2016    | вправи на коні    | 2                 |